# Риддер, Аллард де
Аллард де Риддер (нидерл. Allard de Ridder; 3 мая 1887, Дордрехт — 13 мая 1966, Ванкувер) — нидерландско-канадский альтист, дирижёр и композитор.
Учился в Голландии у Йохана Вагенара и Виллема Менгельберга, а также в Кёльнской консерватории у Фрица Штайнбаха. Работал с различными нидерландскими оркестрами как дирижёр. В 1919 г. эмигрировал в США, работал в Лос-Анджелесском филармоническом оркестре альтистом и дирижёром-ассистентом. В 1933 г. переехал в Канаду и поступил дирижёром в Ванкуверский симфонический оркестр, с которым работал до 1941 г.; организовал также струнный квартет, примариусом которого стал Жан де Риманози. В 1941—1952 г. де Риддер жил и работал в Торонто: был альтистом в Харт-Хаус-квартете, преподавал в Торонтской консерватории, в 1944 г. основал и до 1950 г. возглавлял Оттавский симфонический оркестр. В 1952 г. де Риддер вернулся в Ванкувер, где занимался композицией и преподавательской деятельностью.
Среди сочинений де Риддера — скрипичный концерт, четыре симфонические поэмы, струнный квартет, хоры и песни.